# MICAz
MICAz は 米クロスボー社が開発したセンサネットワーク用の無線端末である。IEEE 802.15.4に準拠しており、世界でもっとも使われているセンサネットワーク端末の一つであるとされる。

## ハードウェア
プロセッサ、無線チップ、フラッシュ、51ピンコネクタ、アンテナ接栓、3色のLEDを持つ基板があり、単三乾電池2個用のホルダが付いている。
日本で販売されるものはコネクタ、アンテナ、LEDへのアクセスを可能とする樹脂筐体に収められ、2.4GHz帯高度化小電力データ通信システムの無線局として技術基準適合証明を取得している。
NeoMoteは変換コネクタを使用し最低電圧3.3V（乾電池3本）で駆動させる限りMICAzと互換とされる。

### 仕様
- プロセッサ AtMega128L - Program Flash Mem 128K - Serial Flash 512K - Config EEPROM 4K
- 無線チップCC2420による2.4 GHz IEEE 802.15.4、アンテナ接栓 MMCXリバースタイプ
- UART
- 10 bit 内蔵ADC
- 電源 DC3V

### センサ基板
- 各種[2]や使用指南をCrossbowや各国の研究グループが用意している[3]
- カメラ基板[4]がアメリカの研究機関である[5]で用意されていたが、現在は供給されなくなっている。従い、映像で実験できるのは別シリーズのImote2のみとなった。
- 省電力機能はソフトによる

## ネットワーク
クロスボーから提供される  のXmeshやオープンソースの 
en:TinyOSを使用するとアドホック・マルチホップ省電力通信が構築できるとされる。無線チップであるCC2420のIEEE 802.15.4 MAC層が利用され、上位層にセンサネットワークに必要な機能を組み込むことで、上記以外でもZigBeeや類似のネットワークを形成可能な事が大学の研究で実証されている。。

## ソフトウェア
TinyOS, Xmesh(MoteWorks), SOS, LiteOS, Mantis, および Contikiがサポートされる.

## 参考
- Iris Mote
- NeoMote
- eKo
- センサネットワーク